# تشاتو جالانتي
خوسيه ماريا جالانتي سيرانو ، و هو معروف باسم تشاتو جالانتي ، ( 27 نيسان 1948- 28 اذار 2020)، كان ناشطا سياسيا اسبانيا مؤيدا للديمقراطية

## السيرة الذاتية
كان سجين سياسي سابق في عهد فرانكو . و في عام 1968 قرر أن يكرس حياته لمحاربة ديكتاتورية فرانكو وتم اعتقاله بتهمة "المشاركة في جمعية غير قانونية والدعاية". وكان عمره 22 عاماً في ذلك الوقت. تم سجنه في المديرية العامة للأمن، حيث تعرض للتعذيب على يد أنطونيو جونزاليس باتشيكو . وفي عام 2010، قرر المشاركة في الشكوى المقدمة ضد الجرائم المرتكبة خلال فترة الدكتاتورية، بمساعدة كارلوس سلبوي . في عام 2016، بلغ عدد المشتكين في هذه الشكوى 311. 
توفي بمرض كوفيد-19 في اذار 2020، عن عمر يناهز 71 عامًا 